# Буазмон (Валь-д’Уаз)
Буазмон (фр. Boisemont) — муниципалитет во Франции, в регионе Иль-де-Франс, департамент Валь-д'Уаз. Население — 690 человек (1999).
Муниципалитет расположен на расстоянии около 32 км северо-западнее Парижа, 6 км на південний захід від Сержи.

## Демография
Динамика населения (INSEE):